# 九州地方の乗合バス事業者
九州地方の乗合バス事業者（きゅうしゅうちほうののりあいバスじぎょうしゃ）は、九州・沖縄県で乗合バス事業を営む（または、過去に営んでいた）事業者の一覧。
- 九州運輸局管内または沖縄総合事務局運輸部管内に路線バス用の車両を登録している（あるいは登録していた）事業者の一覧。運輸局については、ナンバープレートを参照のこと。
- 各項に記載されたバス事業者は、その項の冒頭に記載された運輸支局・自動車検査登録事務所に路線バス車両を登録している事業者である（管轄地域に路線を持つ事業者という意味ではない）。
- 当一覧の掲載対象とする事業者は、以下の通りとする。
  1. 道路運送法第4条許可による「一般乗合旅客自動車運送事業」を行う事業者
  2. 2006年10月の道路運送法改正以前に21条許可による貸切代替バス（いわゆる21条バス）運行を行っていて、改正後も運行を続けている、いわゆる「みなし4条」事業者
- 以下の事業者は、掲載対象外とする。
  1. 自家用自動車（白ナンバー車）による有償運送での運行事業者
    - 80条バス運行事業者については、80条バス運行事業者一覧に記載すること。

  2. 乗合タクシー（乗車定員10名以下）のみを運行する事業者
    - 乗合タクシー運行事業者については、日本の乗合タクシー運行事業者一覧に記載すること。
- ▲印は会社事情（倒産・廃業・経営譲渡・吸収合併・民間移譲・路線全廃など）により乗合バス事業を休止もしくは終了した事業者

## 福岡県

### 福岡地区
管轄：福岡運輸支局
- 西日本鉄道（西鉄バス）
  - ▲西鉄高速バス（西日本鉄道に吸収合併）
- 西鉄観光バス（高速乗合バス続行便）
- 西鉄バス宗像
- 西鉄バス二日市
- 宗像西鉄タクシー
- 福岡西鉄タクシー
- 昭和自動車（昭和バス）
- JR九州バス（直方線・高速）
- 九州急行バス
- 新宮タクシー（新宮町コミュニティバス・久山町コミュニティバス）
- ▲ウキコ（新宮町コミュニティバス・2011年3月まで）
- 姪浜タクシー（今宿姪浜線乗合マイクロバス）
- 福栄タクシー（ふくつミニバス）
- 福岡昭和タクシー（糸島市コミュニティバス）
- つくしの観光バス（筑紫野市コミュニティバス・かつては高速乗合バスも運行）
- 天領バス
- ▲ロイヤルバス
- HEARTSモビリティ
- ▲福岡伊都バス（いとしま周遊バス・2014年3月まで）
- 第一交通産業グループ
  - 第一観光バス (福岡県)
  - 福岡第一交通 （那珂川市コミュニティバス）
- ▲森山（高速乗合バスのみ）
- オー・ティー・ビー

### 北九州地区
管轄：福岡運輸支局北九州自動車検査登録事務所
- 西鉄バス北九州
  - ▲ 西鉄高速バス（西鉄バス北九州が事業承継）
  - ▲ 西鉄バス京築
- 北九州市交通局（北九州市営バス）
- 太陽交通
- ▲北都観光バス
- 西部遠賀交通
- 北九西鉄交通
- ▲光タクシー（北九州市おでかけ交通）- 破産
- 八幡第一交通（北九州市おでかけ交通）
- ▲福岡観光バス

### 筑豊地区
管轄：福岡運輸支局筑豊自動車検査登録事務所
- JR九州バス（直方線・日田彦山線BRT）
- 西鉄バス筑豊
  - ▲添田交通（西鉄バス筑豊・添田支社※廃止済）
  - ▲西鉄バス遠賀（現西鉄バス筑豊・直方支社）
- 誠心物流
  - ▲テクノ観光バス
- 筑豊観光
- 田川構内自動車
- 南星観光（飯塚市筑穂地区スクールバス[1]）
- リードワン（飯塚市八木山地区スクールバス[1]）
- Shonai観光（飯塚市コミュニティバス）
- 嘉穂観光（嘉麻市バスかつては飯塚市コミュニティバスの一部路線も担当）
- ひまわり観光（嘉麻市バス）

### 筑後地区
管轄：福岡運輸支局久留米自動車検査登録事務所
- 西鉄バス久留米
- 西鉄バス大牟田
- 西鉄バス二日市（甘木支社・西日本鉄道からの管理委託車のみ）
  - ▲西鉄バス両筑
- 堀川バス
- 甘木観光バス
- 日田バス（杷木営業区・西日本鉄道からの管理委託車のみ）

## 佐賀県
管轄：佐賀運輸支局
- 佐賀市交通局（佐賀市営バス）
- 昭和自動車（昭和バス）
  - ▲佐賀昭和交通→昭和自動車に吸収合併
  - ▲多久昭和交通→昭和自動車に吸収合併
- 祐徳自動車
  - ▲祐徳バス→祐徳自動車に吸収合併
    - ▲祐徳交通→祐徳バスに吸収合併
- 西鉄バス佐賀
- 西肥自動車（西肥バス）
- JR九州バス（嬉野線）
- 上峰タクシー
- 橋間自動車
- 鳥栖構内タクシー（みやき町コミュニティバス）
- ジョイックス交通
- ロイヤル観光（佐賀市・富士町コミュニティバス）
- 再耕庵タクシー（太良町コミュニティバス）

## 長崎県

### 長崎地区
管轄：長崎運輸支局
- 長崎県交通局（長崎県営バス）
  - 長崎県央バス
- 長崎自動車（長崎バス）
- 島原鉄道（島鉄バス）
- 五島自動車（五島バス）
- 西肥自動車（西肥バス＝上五島地区）
- 九州急行バス
- 丸濱産業（奈留島バス）
- 富川運送（旧高島バス、現長崎市コミュニティバス高島線）
- ▲前田タクシー
- 吾妻タクシー（雲仙市乗合タクシー）
- 今坂タクシー（雲仙市乗合タクシー）
- 小浜温泉タクシー（雲仙市乗合タクシー）
- 平成観光タクシー（仁田峠乗合タクシー）
- ▲長崎建運（大村バス）
- ▲伊王島町（伊王島町営バス）
- ▲大崎自動車

### 長崎（対馬・壱岐）地区
管轄：長崎運輸支局厳原自動車検査登録事務所
- 壱岐交通
- 対馬交通

### 佐世保地区
管轄：長崎運輸支局佐世保自動車検査登録事務所
- 西肥自動車（西肥バス）
- させぼバス
  - ▲佐世保市交通局（2019年民間移譲）
- 生月自動車（生月バス）
- さいかい交通
- 宇久観光バス
- 小値賀交通
- さつき観光
  - ▲ YOKARO（旧社名・SOUDA／平戸バス）-　2019年8月26日まで
- 松浦観光バス
- ユタカ交通
- ▲アタゴ商事（アタゴ観光バス）
- ▲松浦市交通課(旧鷹島町営バス）
- 大島村産業
- ▲大川陸運（平戸観光バス）

## 熊本県
管轄：熊本運輸支局
- 九州産交バス
  - 産交バス
    - ▲荒尾市交通局（2005年民間移譲）
    - ▲九州国際観光バス（1999年解散・路線は九州産交バスに移管）
- 熊本電気鉄道
- 熊本バス
- 熊本都市バス
  - ▲熊本市交通局（2015年民間移譲）
- 神園交通
- 麻生交通
- 天草城観光
- ▲JR九州バス（山鹿線）
- ▲ロイヤルバス
- ▲中九州観光

## 大分県
管轄：大分運輸支局
- 大分バス 以下は子会社
  - 大野竹田バス
  - 臼津交通
- 大分交通 以下は子会社
  - 大交北部バス
  - 国東観光バス
  - 玖珠観光バス
- 亀の井バス
- 日田バス
- 耶馬渓交通（中津市コミュニティバス）
- 山香タクシー（速見観光・杵築市コミュニティバス）
- 日清観光（高速バス日清号・かつては杵築市コミュニティバスも運行）
- JR九州バス（添田支店日田営業所・かつては臼三線も運行）
- ▲三光タクシー（杵築市コミュニティバス）
- ▲YOKARO（旧社名・SOUDA／YOKAROバス）
- ▲西鉄バス二豊

## 宮崎県
管轄：宮崎運輸支局
- 宮崎交通
- JR九州バス（高速）
  - ▲九州旅客鉄道（宮林線）
- 鹿児島交通
  - ▲三州自動車 - 2018年、鹿児島交通に事業譲渡
- 三和交通
- 高崎観光バス
- 宮崎サングリーン観光
- 宮崎観光バス
- 諸塚交通
- あい交通
- ▲サンマリンツアー
- ハッコートラベル
- 山口運送 (宮崎県)（美登観光バス）
- 南九州観光バス

## 鹿児島県

### 鹿児島地区
管轄：鹿児島運輸支局
- 鹿児島市交通局（鹿児島市営バス）
  - ▲桜島町自動車輸送事業（町営バス、2004年市町村合併のため鹿児島市交通局に事業移管）
- 鹿児島交通
- ▲三州自動車（2018年　鹿児島交通に事業譲渡）
  - ▲大隅交通ネットワーク
- 種子島・屋久島交通
- ▲ いわさきバスネットワーク（旧・林田バス）
- 南国交通
  - ▲薩摩川内市営バス（旧・上甑島バス企業団および下甑村営バス、2012年事業廃止のためコミュニティバスに移管）
- JR九州バス（北薩線・高速）
- あいら交通
- 伊佐交通観光
- 和人組
  - ▲大和バス（和人組にバス事業を譲渡）
- まつばんだ交通バス
- 南九州観光バス
- ▲森山（高速乗合バスのみ）

### 鹿児島（大島）地区
管轄：鹿児島運輸支局大島自動車検査登録事務所
- 瀬戸内海浜バス
- しまバス（旧岩崎バス→道の島交通）
  - ▲奄美交通（2008年上記2社に事業譲渡）
- 徳之島総合陸運（総合バス）
- 沖永良部バス企業団（沖バス）
- 加計呂麻バス
- 奄美航空
  - ▲マルエーフェリー（旧大島運輸）
- 南陸運（南バス）

## 沖縄県

### 沖縄（本島）地区
管轄：沖縄総合事務局運輸部陸運事務所
- 琉球バス交通（旧・琉球バス）
- 沖縄バス
- 那覇バス（旧・那覇交通）
- 東陽バス
- 平安座総合開発
- やんばる急行バス（旧・沖縄中央観光）
- カリー観光
- とかしき観光バス
- 伊江島観光バス（旧・伊江バス）
- 東京バス沖縄営業所
  - 北部観光バス（沖縄エアポートシャトル）

### 沖縄（宮古）地区
管轄：沖縄総合事務局運輸部宮古運輸事務所
- 宮古協栄バス
- 八千代バス・タクシー
- 共和バス
- 中央交通

### 沖縄（八重山）地区
管轄：沖縄総合事務局運輸部八重山運輸事務所
- 東運輸（東バス）
- カリー観光
- 西表島交通
- 竹富島交通
- コハマ交通
- 安栄観光